# PJ352-15
PSO J352.4034–15.3373（PJ352-15）とは、10億太陽質量の超大質量ブラックホールに起因する宇宙ジェットが発生するクエーサーである。チャンドラによって発見され、この発見は2021年3月に報告された。地球から127億光年離れたところに存在しており、X線ジェットは発見時に観測距離が記録された。